# Інокентій (Александров)
Єпископ Інокентій (в миру Ілля Федорович Александров; 8 (19) липня 1793 — 3 (15) квітня 1869) — єпископ Російської православної церкви, єпископ Катеринославський і Таганрозький.

## Біографія
Народився 8 липня 1793 року в родині кафедрального протоієрея міста Астрахані Феодора Чумички.
Початкову освіту отримав в Астраханській семінарії.
У 1819 році закінчив курс Санкт-Петербурзької духовної академії зі ступенем магістра.
14 березня 1820 пострижений у чернецтво, рукоположений у ієромонаха і призначений інспектором Новгородської семінарії.
15 серпня 1821 возведений у сан архімандрита Старицького Успенського монастиря Тверської єпархії.
2 серпня 1823 призначений ректором Смоленської семінарії і настоятелем Смоленського Спасо-Аврааміева монастиря. Одночасно був членом консисторії, цензором проповідей, благочинним монастирів.
19 травня 1832 хіротонізований на єпископа Слобідсько-Українського та Харківського. Тут він багато дбав про благоустрій єпархії, справив великий вплив на покращення діяльності єпархіальної консисторії.
22 липня 1835 переміщений в Іркутськ, де сприяв місіонерським працям протоієрея Веніяминова, майбутнього митрополита Московського.
23 квітня 1838 призначений єпископом Катеринославським і Таганрозьким.
З 14 жовтня 1839 року — дійсний член товариства історії та старожитностей.
Преосвященний був найдобрішою людиною, простим, загальнодоступним, уважним і поблажливим до людських слабкостей.
19 серпня 1853 звільнений на спокій в Старо-Харківський Курязький Преображенський монастир, де і помер 3 квітня 1869.